# Leichtathletik-Europameisterschaften 1969/Speerwurf der Männer

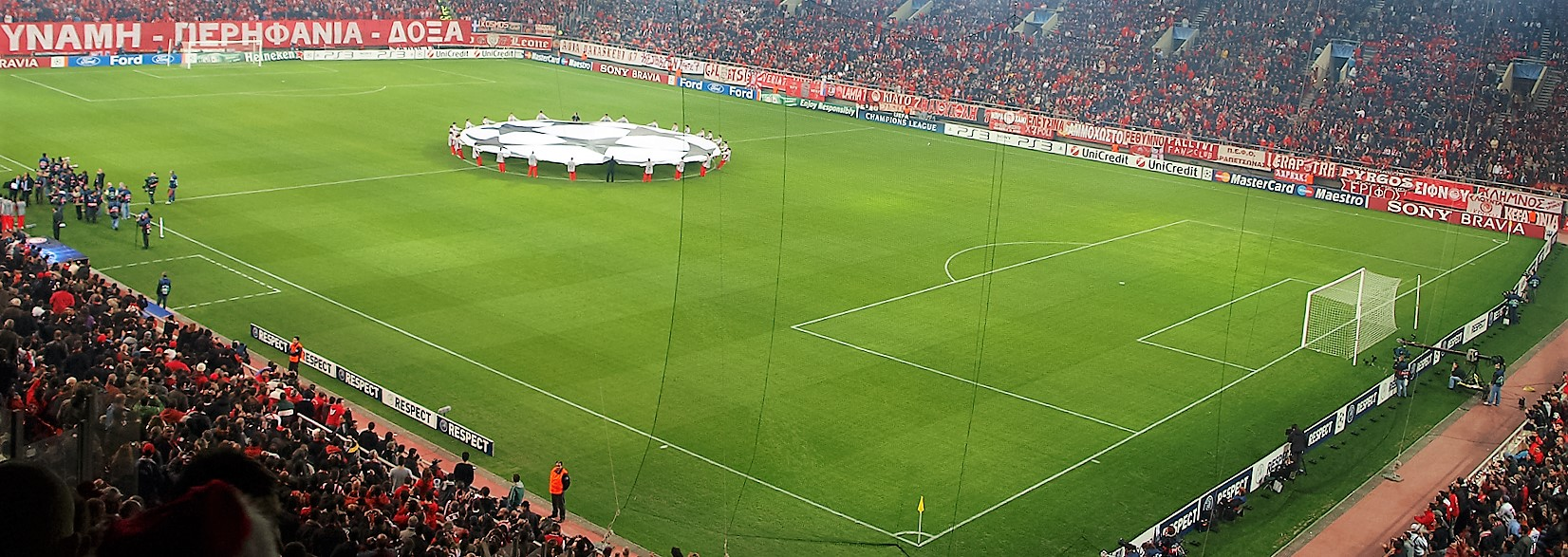
Das Karaiskakis-Stadion im Jahr 2009

Der Speerwurf der Männer bei den Leichtathletik-Europameisterschaften 1969 wurde am 19. September 1969 im Athener Karaiskakis-Stadion ausgetragen.
Es gewann der sowjetische Olympiasieger von 1968 und zweifache Europameister (1962/1966) Jānis Lūsis. Zweiter wurde der finnische Olympiasieger von 1964 Pauli Nevala. Bronze ging an den zweifachen Europameister (1954/1958) Janusz Sidło aus Polen.

## Rekorde

### Bestehende Rekorde
| Weltrekord           | 92,70 m | Jorma Kinnunen | Tampere, Finnland   | 18. Juni 1969     |
| Europarekord         | 92,70 m | Jorma Kinnunen | Tampere, Finnland   | 18. Juni 1969     |
| Meisterschaftsrekord | 84,48 m | Jānis Lūsis    | EM Budapest, Ungarn | 1. September 1966 |

### Rekordverbesserungen
Der bestehende EM-Rekord wurde bei diesen Europameisterschaften zweimal verbessert:
- 85,80 m – Pauli Nevala (Finnland), Finale am 19. September, erster Werfer im ersten Durchgang
- 91,52 m – Jānis Lūsis (Sowjetunion), Finale am 19. September, sechster Werfer im ersten Durchgang

## Qualifikation
Für den 18. September 1969 um 11:45 Uhr war ursprünglich eine Qualifikationsrunde vorgesehen, die jedoch aufgrund der geringen Teilnehmerzahl entfiel. So traten alle dreizehn Werfer am darauffolgenden Tag gemeinsam zum Finale an.

## Finale
19. September 1969, 17.00 Uhr
| Platz | Name               | Nation         | 1. Versuch (m) | 2. Versuch (m) | 3. Versuch (m) | 4. Versuch (m)                         | 5. Versuch (m)                         | 6. Versuch (m)                         | Bestweite (m) |
| 1     | Jānis Lūsis        | Sowjetunion    | 91,52 CR       | 84,56          | x              | x                                      | 79,86                                  | 83,08                                  | 91,52 CR      |
| 2     | Pauli Nevala       | Finnland       | 85,80 CR       | 89,58          | x              | x                                      | –                                      | –                                      | 89,58         |
| 3     | Janusz Sidło       | Polen          | 82,90000       | x              | 76,02          | 75,46                                  | x                                      | 72,24                                  | 82,90         |
| 4     | Gergely Kulcsár    | Ungarn         | x000           | 81,40          | 76,34          | 79,96                                  | 80,72                                  | 77,96                                  | 81,40         |
| 5     | Wieslaw Sieranski  | Polen          | 74,84000       | x              | 79,74          | 76,26                                  | x                                      | x                                      | 79,74         |
| 6     | Jānis Doniņš       | Sowjetunion    | 79,10000       | x              | x              | 76,20                                  | x                                      | x                                      | 79,10         |
| 7     | Esko Kuuti         | Finnland       | x000           | 70,58          | 78,84000       | x                                      | x                                      | 76,38                                  | 78,84         |
| 8     | Władysław Nikiciuk | Polen          | x000           | 75,30          | 77,48          | x                                      | 77,34                                  | x                                      | 77,48         |
| 9     | Dave Travis        | Großbritannien | x000           | 65,68          | 76,32          | nicht im Finale der besten acht Werfer | nicht im Finale der besten acht Werfer | nicht im Finale der besten acht Werfer | 76,32         |
| 10    | Jorma Kinnunen     | Finnland       | 69,62000       | 74,82          | x              | nicht im Finale der besten acht Werfer | nicht im Finale der besten acht Werfer | nicht im Finale der besten acht Werfer | 74,82         |
| 11    | Andreas Kaponis    | Griechenland   | x000           | x              | 73,24          | nicht im Finale der besten acht Werfer | nicht im Finale der besten acht Werfer | nicht im Finale der besten acht Werfer | 73,24         |
| 12    | Carlo Lievore      | Italien        | 66,90000       | 72,06          | 67,58          | nicht im Finale der besten acht Werfer | nicht im Finale der besten acht Werfer | nicht im Finale der besten acht Werfer | 72,06         |
| 13    | Miltscho Milewski  | Bulgarien      | 71,58000       | 71,66          | x              | nicht im Finale der besten acht Werfer | nicht im Finale der besten acht Werfer | nicht im Finale der besten acht Werfer | 71,66         |

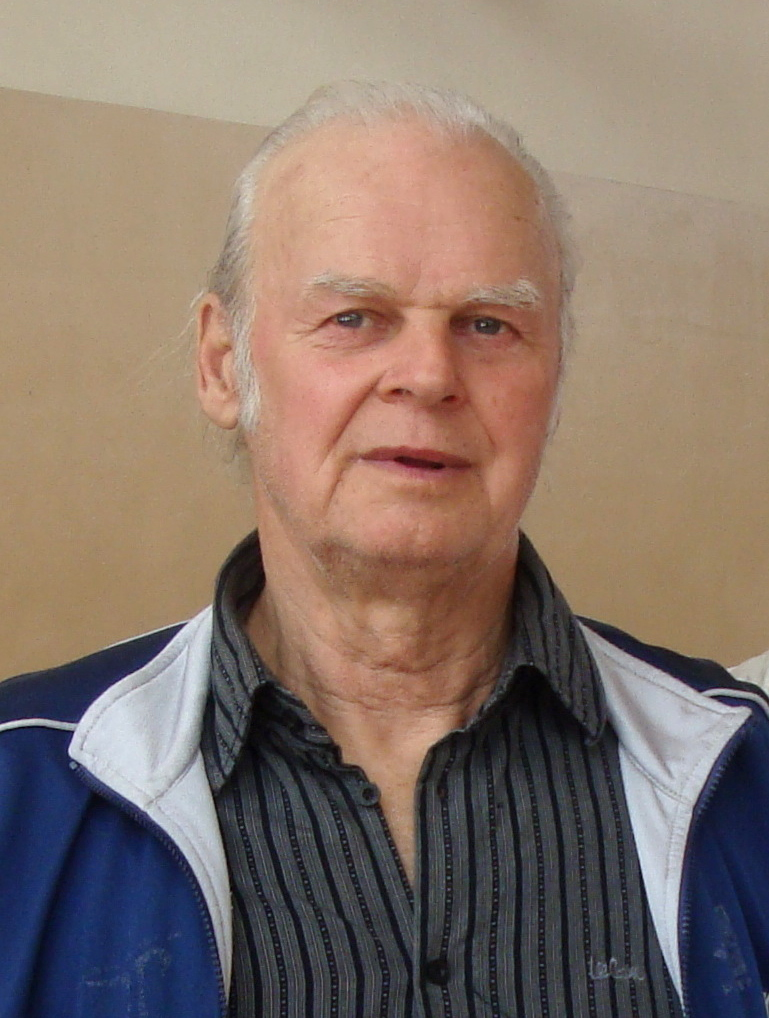
Nach seinem Olympiasieg der dritte EM-Titel in Folge für Jānis Lūsis (auf dem Foto im Jahr 2011) – ein vierter im Jahr 1971 sowie Olympiasilber 1972 sollten noch folgen

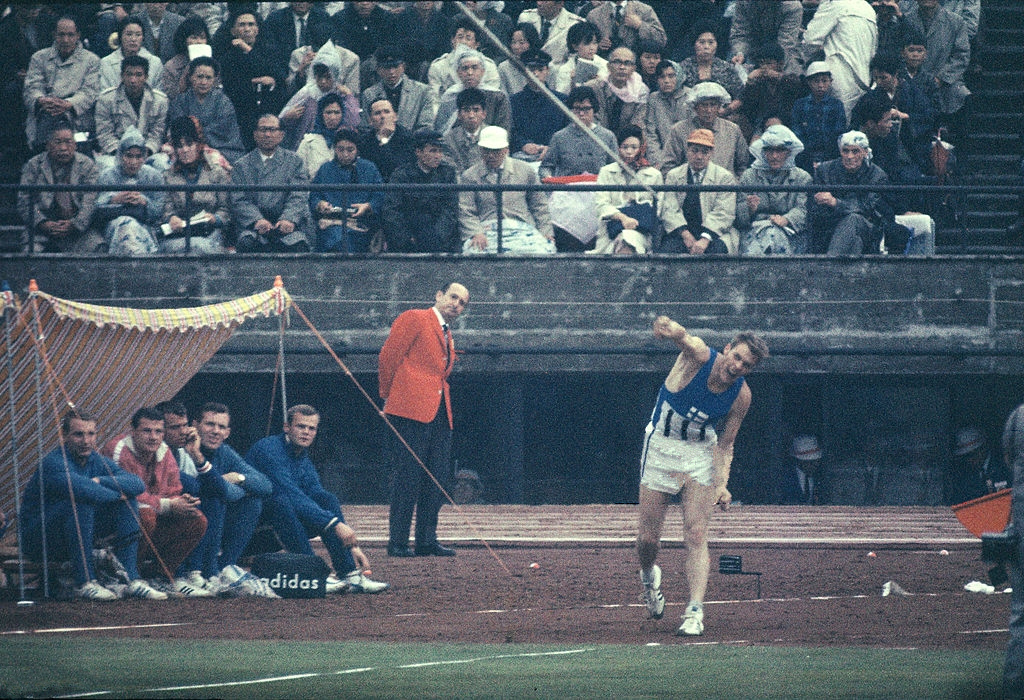
Der Olympiasieger von 1964 Pauli Nevala wurde Vizeeuropameister
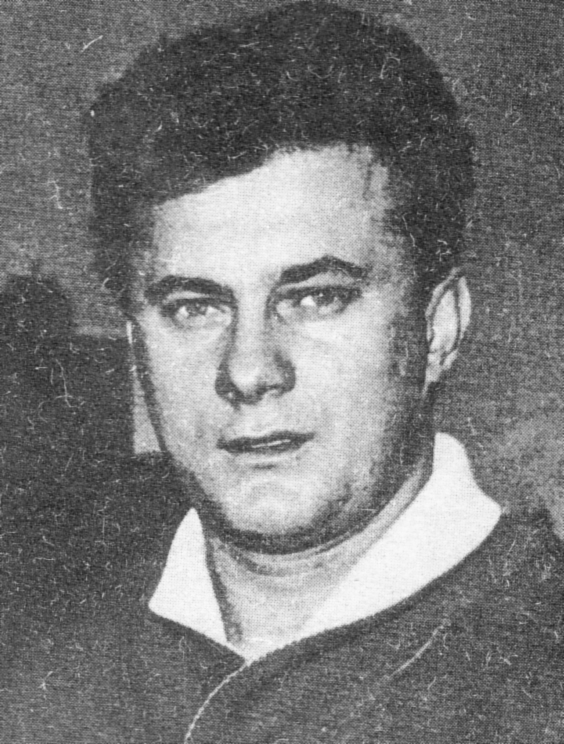
Der Bronzemedaillengewinner Janusz Sidło war bereits 1954 und 1958 Europameister
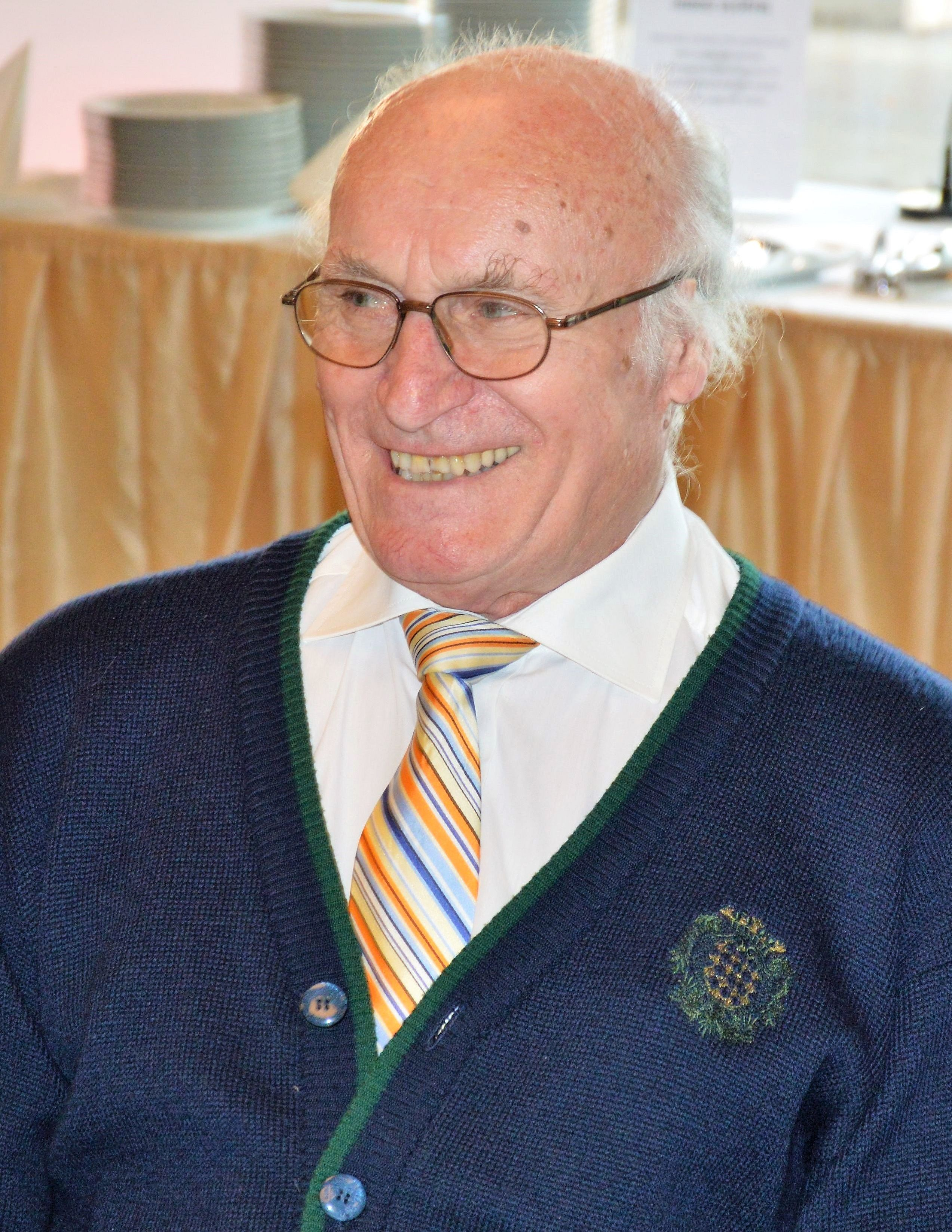
Der Olympiadritte von 1968 Gergely Kulcsár (hier im Jahr 2013) kam hier auf den vierten Platz
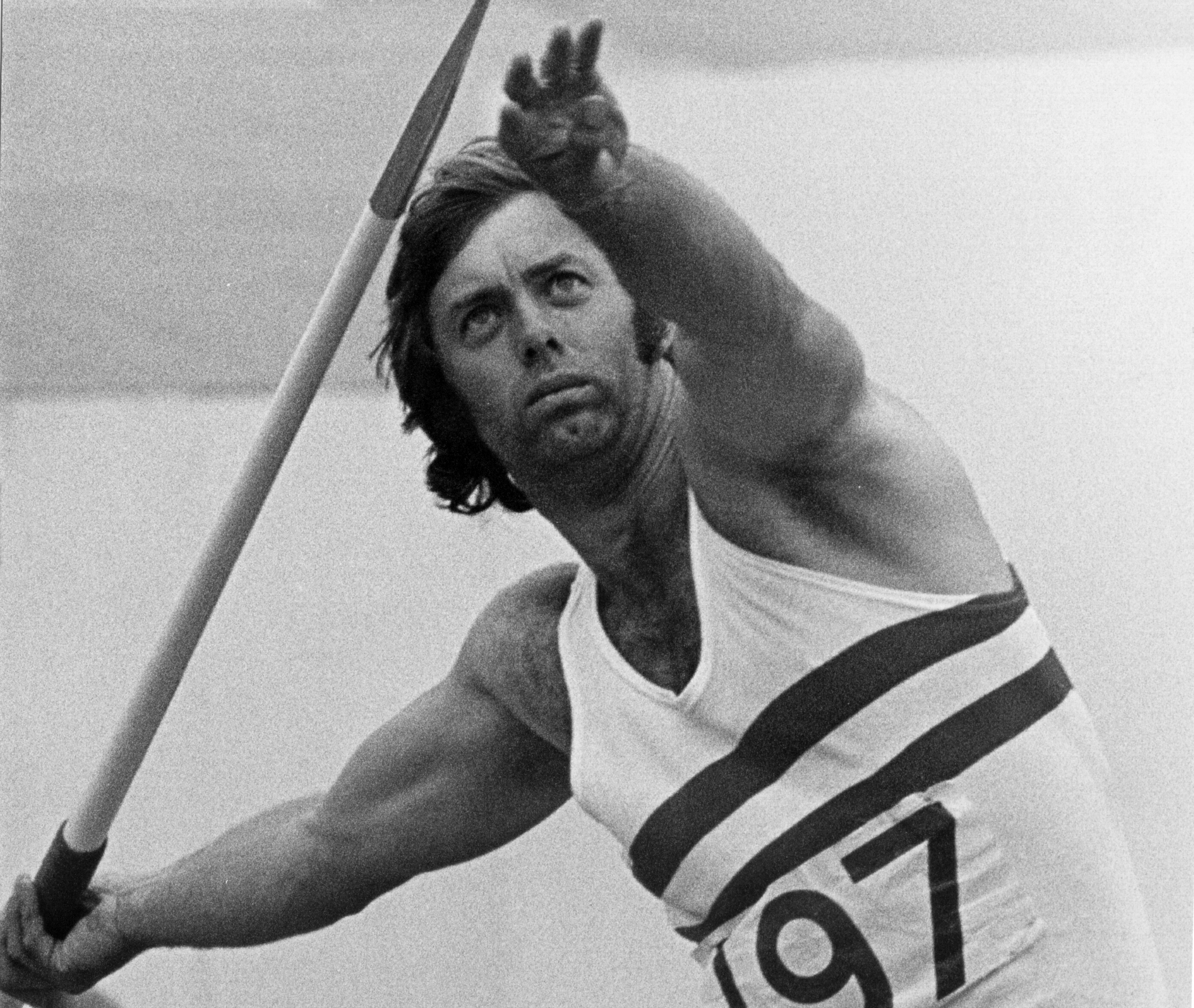
Dave Travis belegte Rang neun

## Videolinks
- Jānis Lūsis (Latvia) JAVELIN 91.52 meters at the 1969 European Championships (CR), youtube.com, abgerufen am 23. Juli 2022
- EUROPEAN ATHLETICS 1969 ATHENS JAVELIN LUSIS, youtube.com, abgerufen am 23. Juli 2022
- European Athletics Finals (1969), Bereich: 3:10 min bis 3:22 min, youtube.com, abgerufen am 23. Juli 2022